# Björn Engholm
Björn Engholm (født 9. november 1939 i Lübeck) er en tysk tidligere politiker (SPD) og tidligere ministerpræsident i Slesvig-Holsten fra 1988 til 1993 og formand for det tyske socialdemokratiske parti SPD mellem 1991 og 1993.
Engholm har fungeret som undervisningsminister (1981-82) og kortvarigt som landbrugsminister (17. september - 1. oktober 1982).

## Eksterne links
- Wikimedia Commons har flere filer relateret til Björn Engholm